# Superstrat (jezikoslovlje)
Superstrat (lat. stratum, sloj) u povijesnom jezikoslovlju označava jezik koji se upotrebljava na određenome govornom području nakon što je istisnuo drugi jezik kojim se govorilo na tom području. 
U sociolingvistici i kontaktnoj lingvistici naziv superstrat se također koristi za kulturno ili politički nadmoćniji jezik koji se u nekoj regiji govori paralaleno uz kulturno ili politički slabiji jezik, odnosno supstrat.
U jezičnom kontekstu gdje superstrat ili supstrat utječe na drugi jezik kojim se koristi zajednica, govorimo o adstratu.